# François Boko
Pour les articles homonymes, voir Boko.
Akila-Esso François Boko, né le 29 janvier 1965 à Tchitchao, près de Kara (Togo), est un avocat et un homme politique togolais, ministre de l'Intérieur (2002-2005).

## Biographie

### Formation
François Akila-Esso Boko se forme de 1984 à 1987 à l'École spéciale militaire de Saint-Cyr à Coëtquidan,  et est diplômé de Saint-Cyr de la promotion Général Monclar. Il effectue ensuite une spécialisation d'une année à l'École des officiers de la Gendarmerie nationale de Melun (1987-1988), puis intègre la gendarmerie togolaise (1988-1993), et participe à plusieurs missions, notamment avec le CICR, pour l'enseignement et la diffusion du droit des conflits armés en Afrique. 
Il reprend des études de droit et de science politique en 1993 et obtient en 1994 un DEA. Il soutient en 1997 une thèse de doctorat intitulée La problématique prétorienne dans la construction de l'État de droit en Afrique noire francophone, dirigée par Charles Zorgbibe. Il obtient le CAPA en 1998.

### Carrière professionnelle
De retour au Togo en 1998, il entre en conflit avec la hiérarchie militaire du président Gnassingbé Eyadema et renonce à la carrière militaire   Il est ensuite nommé conseiller juridique du ministre de la justice.
En 2002, il est nommé ministre de l’intérieur, de la sécurité et de la décentralisation, chargé de préparer l'élection présidentielle togolaise de 2005, consécutive à la mort d'Eyadema. La veille du scrutin, alors qu'il demande la suspension d'un « processus électoral suicidaire », il n'est pas suivi par le président par intérim, Abbas Bonfoh et il  démissionne. Il se réfugie à l'ambassade d'Allemagne à Lomé, puis est exfiltré vers la France, en mai 2005, après des négociations qui impliquent des représentants du gouvernement togolais de l'Union Européenne et les ambassadeurs allemand et français. 
Il s'installe ensuite en France et travaille comme avocat.